# Anatoli Sofronov
Pour les articles homonymes, voir Sofronov.
Anatoli Vladimirovitch Sofronov (en russe : Анато́лий Влади́мирович Софро́нов), né le 19 janvier 1911 à Minsk et décédé le 9 septembre 1990 à Moscou, est un poète et un parolier soviétique. Récipiendaire du prix Staline en  1948 et 1949, il est déclaré héros du travail socialiste en 1981. Il est le rédacteur en chef du magazine Ogoniok en 1953-1986.

## Biographie
Sofonov naît dans la famille du chef de police de Minsk. Son père, Vladimir Aleksandrovitch Safonov, est originaire des Cosaques du Don. Lors de la guerre civile russe il sert d'abord sous les ordres de l'ataman Alexeï Kaledine, mais plus tard rejoint l'Armée rouge et devient inspecteur principal de la cour de justice du District militaire du Caucase du Nord. Arrêté, en 1926, il est accusé de contrespionnage et fusillé. Il est réhabilité en 1992. La mère, Adelina Fedorovna Grimm, née à Reval a des origines allemandes et polonaises.
Les poésies d'Anatoli Sofronov paraissent dans la presse dès 1929. En 1934, sort son premier recueil intitulé Les Jours ensoleillés (Солнечные дни). Il exerce plusieurs métiers au sein de l'entreprise Rostselmach (en) avant de s'inscrire à la faculté littéraire de l'Université pédagogique de Rostov-sur-le-Don dont il est diplômé en 1937.
En 1940, Sofronov rejoint les rangs du Parti communiste de l'Union soviétique. Pendant la Seconde Guerre mondiale, il est correspondant de guerre pour le journal Izvestia. Il devient le secrétaire de l'Union des écrivains soviétiques en 1948-1953
Il prend part à la persécution des cosmopolites sans racine lors de la campagne antisémite de 1949 à 1953,,.
En 1973, il fait partie du groupe de littéraires ayant signé la lettre ouverte publiée par la Pravda dirigée contre Alexandre Soljenitsyne et Andreï Sakharov.
Mort à Moscou, il est enterré au cimetière Troïekourovskoïe.

## Adaptations
- 1965 : La Vivandière (Стряпуха) d'Edmond Keossaian

## Distinctions
- Prix Staline en 1948, pour la pièce de théâtre Dans une ville («В одном городе» 1946)
- Prix Staline en 1949 pour la pièce de théâtre Le caractère moscovite («Московский характер» 1948)
- Ordre de Lénine en 1961, 1967, 1981
- Ordre de la révolution d'Octobre en 1971
- Héros du travail socialiste en 1981
- Ordre de la Guerre patriotique 1985
- Ordre du Drapeau rouge du Travail